# Rukmini

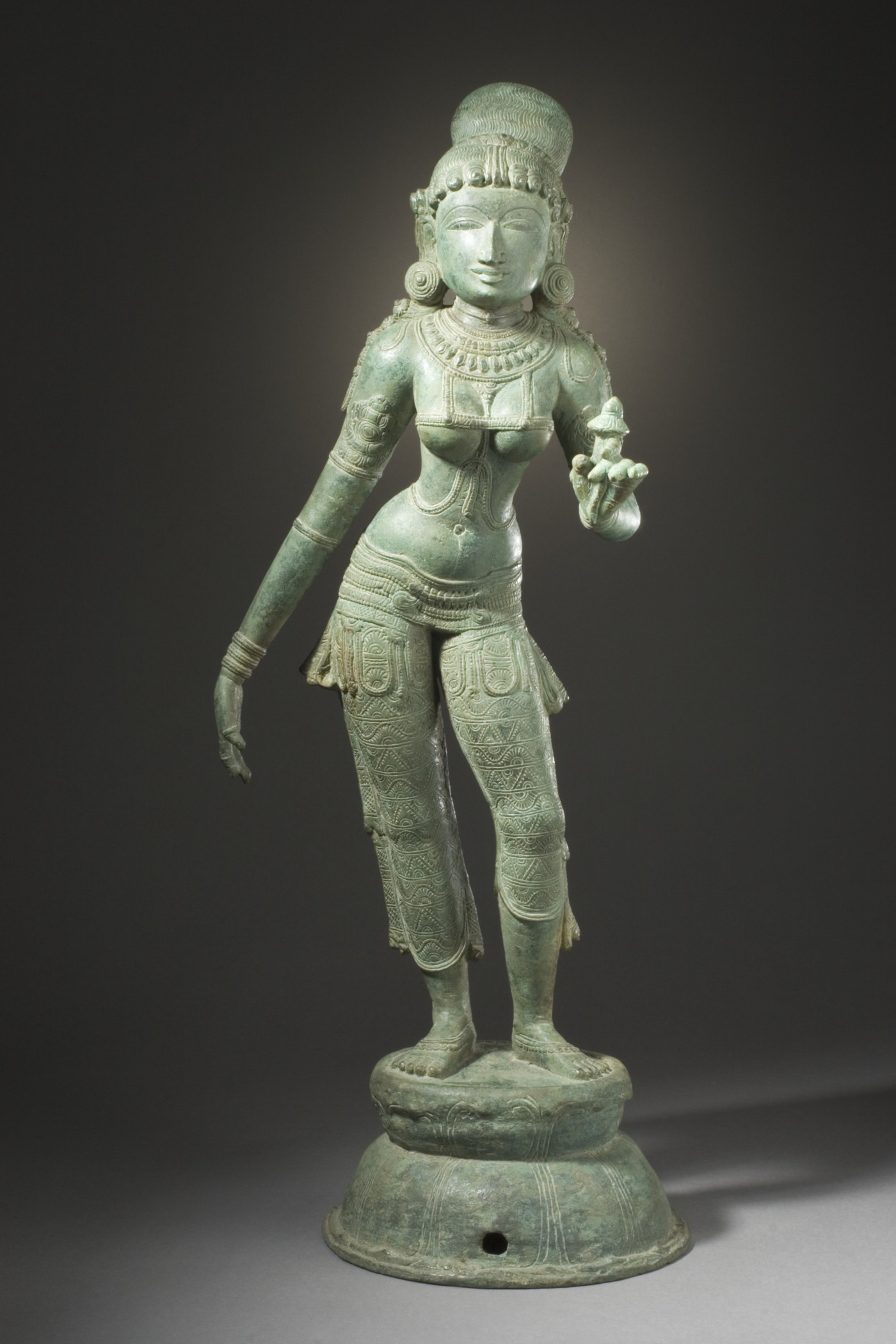
Rukmini

Rukmini (Rukminidewi) – w hinduizmie (a szczególnie w krysznaizmie) najważniejsza żona boga Kryszny i królowa jego stolicy Dwaraki. Uznawana za awatarę bogini szczęścia Lakszmi. Jest boską Energią Twórczą Kryszny (śakti).
Rukmini jest przykładem bezgranicznego oddania, zaufania i miłości (bhakti) do Najwyższej Osoby Boga (Bhagawan). Służąc Bogu z pokorą, znosiła z jednakową miłością do Boga zarówno chwile radości, jak i chwile smutku i rozczarowania.

## Narodziny
Rukmini urodziła się jako księżniczka (lub pojawiła się na Ziemi jako inkarnacja Lakszmi) 12 dnia miesiąca wajśakha w mieście Widarbha. Chociaż pozornie była człowiekiem i córką króla Bhiszmaki, to w rzeczywistości pojawiła się jako bogini, co zaświadczają Purany:
- Bohater rodu Kuru, Najwyższy Pan, Gowinda, ożenił się z córką króla Bhiszmaki – Waidarbhi, która była bezpośrednią ekspansją bogini szczęścia. (śrijo maatraam)[1]
- Mieszkańcy Dwaraki byli szczęśliwi widząc Krysznę, Pana wszelkiego dobrobytu, połączonego z Rukmini, boginią szczęścia[2].
- Lakszmi narodziła się na Ziemi jako Rukmini w rodzinie Bhiszmaki[3].
- Rukminidewi, Królowa Małżonka Kryszny, jest Twórczą Energią Kryszny (mulaprakryti, krysnatmika) i jest królową Boskiego Świata (jagatkatri), czyli Waikunty. (Swarupa-śakti)

## Małżeństwo
Rukmini zakochała się w Krysznie i tęskniła za nim, chociaż znała go tylko ze słyszenia. Również Kryszna zakochał się w niej, ponieważ jako Najwyższa Osoba Boga zawsze odpowiada miłością na miłość. Jednak starszy brat Rukmini- zawistny i demoniczny Rukmi (przyjaciel króla Kamsy, zabitego przez Krysznę), sprzeciwiał się małżeństwu siostry i przekonywał, aby Rukmini poślubiła księcia Śiszupalę.
Gdy Rukmini dowiedziała się o tym, wysłała potajemnie list do Kryszny, w którym proponowała, aby porwał ją i w ten sposób uniknął walki z jej rodziną. Rukmini postanowiła, że w razie odmowy Kryszny, popełni samobójstwo. Jednak Kryszna natychmiast po przeczytaniu jej listu wyruszył wraz z bratem Balaramą do Widarbhy. Król Bhiszmaka przyjął obu braci z radością, ponieważ w duszy sprzyjał ich zamiarom. Kryszna uprowadził Rukmini w swoim rydwanie, a Balarama powstrzymywał ścigające ich wojska. Rukmi, zaślepiony nienawiścią dogonił jednak Krysznę i zażądał walki z nim. Na prośbę Rukmini Kryszna oszczędził życie jej brata, jednak pohańbił go, goląc mu głowę.
Kilka dni później Kryszna uroczyście poślubił Rukmini w Dwarace. Rukmini była pierwszą wśród 16 108 żon Boga, jednak nie dzieliła się mężem z innymi kobietami, ponieważ Kryszna był jednocześnie obecny przy każdej ze swoich żon.

## Tulabharam (ważenie na wadze)
Tulabharam jest wydarzeniem z życia Rukmini, które pokazuje o ile więcej jest warte pokorne oddanie i służba Bogu, niż materialne bogactwo.
Satjabhama, inna żona Kryszny, chwaliła się jak wielka jest miłość Boga do niej. Pozornie rzeczywiście tak było. Jednak mędrzec Narada zauważył, że w rzeczywistości to Rukimini jest największą miłością Kryszny. Satjabhama zażądała od mędrca dowodu. Wówczas Narada zachęcił ją, aby ofiarowała mu Krysznę, a następnie „odkupiła” męża od niego za wagę Kryszny w złocie i klejnotach (był to wedyjski rytuał Wrata).
Jednak, chociaż Satjabhama usypała na szali wagi wszystkie ogromne bogactwa, to waga nie drgnęła. W rozpaczy, bo Narada zapowiedział, że sprzeda Krysznę jako niewolnika, Satjabhama ubłagała inne żony, aby oddały swoje klejnoty, jednak i to nie pomogło. Kryszna zachowywał milczenie, chcąc ukarać pychę Satjabhamy. Narada poradził jej, aby poprosiła o pomoc Rukmini. Zdjęto z szali wagi wszystkie kosztowności, a Rukmini położyła na niej jeden listek tulasi, który natychmiast przeważył ciężar Kryszny. Jest to przykład na to, że skromna ofiara, oddana Bogu z miłością, jest warta więcej niż bogate dary bez uczucia i na pokaz.

## Dzieci
Rukmini miała 10 synów: pierwszym dzieckiem był Pradjumna, a następnie urodzili się: Carudesna, Sudesna, Carudeha i Sucaru, Carugupta, Bhadracaru, Carucandra, Vicaru i Caru (Ś.B. 10.61.8-9).